# Ʀ
Cette page contient des caractères spéciaux ou non latins. S’ils s’affichent mal (▯, ?, etc.), consultez la page d’aide Unicode.
Pour ʀ, voir Consonne roulée uvulaire voisée.
Ʀ (minuscule : ʀ), appelé yr, ou pour sa minuscule petite capitale R, est une lettre additionnelle qui était utilisée dans l'écriture du vieux norrois. Sa minuscule est utilisée dans l’écriture du alutiiq comme lettre de l’alphabet, dans l’alphabet phonétique américaniste et dans l’alphabet phonétique international comme symbole pour transcrire une consonne roulée uvulaire voisée.

## Linguistique
[ʀ] représente une consonne roulée uvulaire voisée dans l'alphabet phonétique international.
Son symbole est introduit dans l’alphabet phonétique de l’association en 1888 pour représenter un r prononcé à l’arrière de la bouche, comme symbole distinct du [r], représentant alors un r battu avec la pointe de langue.

## Utilisation
Au Moyen Âge, l’auteur du Premier traité grammatical islandais a utilisé ‹ ʀ › dans son orthographe.
En alutiiq, la petite capitale R ‹ ʀ › — ou la majuscule R pour des raisons techniques — est utilisée pour représenter un « R russe » de mots d’emprunt, c’est-à-dire une consonne roulée alvéolaire voisée [r] mais aussi une consonne spirante alvéolaire voisée [ɹ],.

## Représentations informatiques
La lettre yr possède les représentations Unicode suivantes :
- Majuscule Ʀ : U+01A6 (LATIN LETTER YR) ;
- Minuscule ʀ : U+0280 (LATIN LETTER SMALL CAPITAL R).

Selon une note dans le tableau de caractères Latin étendu B d’Unicode, la majuscule provient de la norme DIN 31624 et fait aussi partie de la norme ISO 5426-2.